# イヴ2世 (ソワソン伯)
イヴ2世（Yves II, ? - 1178年）は、ネール領主ラウル1世とレイントルード・ド・ウー＝ソワソン（ソワソン伯ギヨーム・ビュザックの娘）の息子。ネール領主、ソワソン伯（在位：1141年 - 1178年）。ソワソン伯ルノー3世の死後、ソワソン司教ジョスラン・ド・ヴィエルジーによりソワソン伯の継承者として選ばれた。

## 生涯
1146年にヴェズレーにおいてクレルヴォーのベルナールが説教を行った後、イヴはフランス王ルイ7世や多くのフランス貴族とともに第2回十字軍に参加した。イヴは1148年6月にアッコで行われた十字軍会議の一員であり、1149年にアンティオキア女公コンスタンスの最初の夫レーモン・ド・ポワティエが亡くなった後、コンスタンス女公に求婚した多くの求婚者の1人であった。
イヴはエノー伯ボードゥアン4世とその妻アリス・ド・ナミュールの娘ヨランドと結婚した。2人の間には子供がいなかった。
イヴの死後、甥のコノンがソワソン伯となった。